# Бандилит
Бандили́т — редкий минерал, гидроксилхлороборат  меди слоистого строения. Назван в честь М. Ч. Банди (Mark Chance Bandy, 1900—1963), американского горного инженера, минералога и коллекционера, нашедшего этот минерал. Описан в 1938 году Ч. Пэлачом.

## Общее описание
Состав: CuCl[B(OH)4]. Содержит (%): Cu — 35,74; Cl — 19,94; B2О3 — 24,08, Н2О — 20,34. Сингония тетрагональная. Плотность 2,81. Твердость 2,5. Кристаллы таблитчатые или изометрические. Очень гибкий, легко деформируется.Цвет темно-синий, зеленоватый. Черта голубая. Блеск стеклянный, на изломе перламутровый.
Редкий. Встречается как вторичный минерал на месторождении Мина-Китен (Чили), ассоциирует с атакамитом и эриохальцитом.